# جاك بورنس (لاعب كرة قدم أسترالية)
جاك بورنس (بالإنجليزية: Jack Burns)‏ هو لاعب كرة قدم أسترالية أسترالي، ولد في 6 أكتوبر 1918، وتوفي في 24 أغسطس 1995.

## وصلات خارجية
- جاك بورنس على موقع AustralianFootball.com (الإنجليزية)
- جاك بورنس على موقع AFLtables.com (الإنجليزية)